# نارنجک ارتقاءیافته چندمنظوره

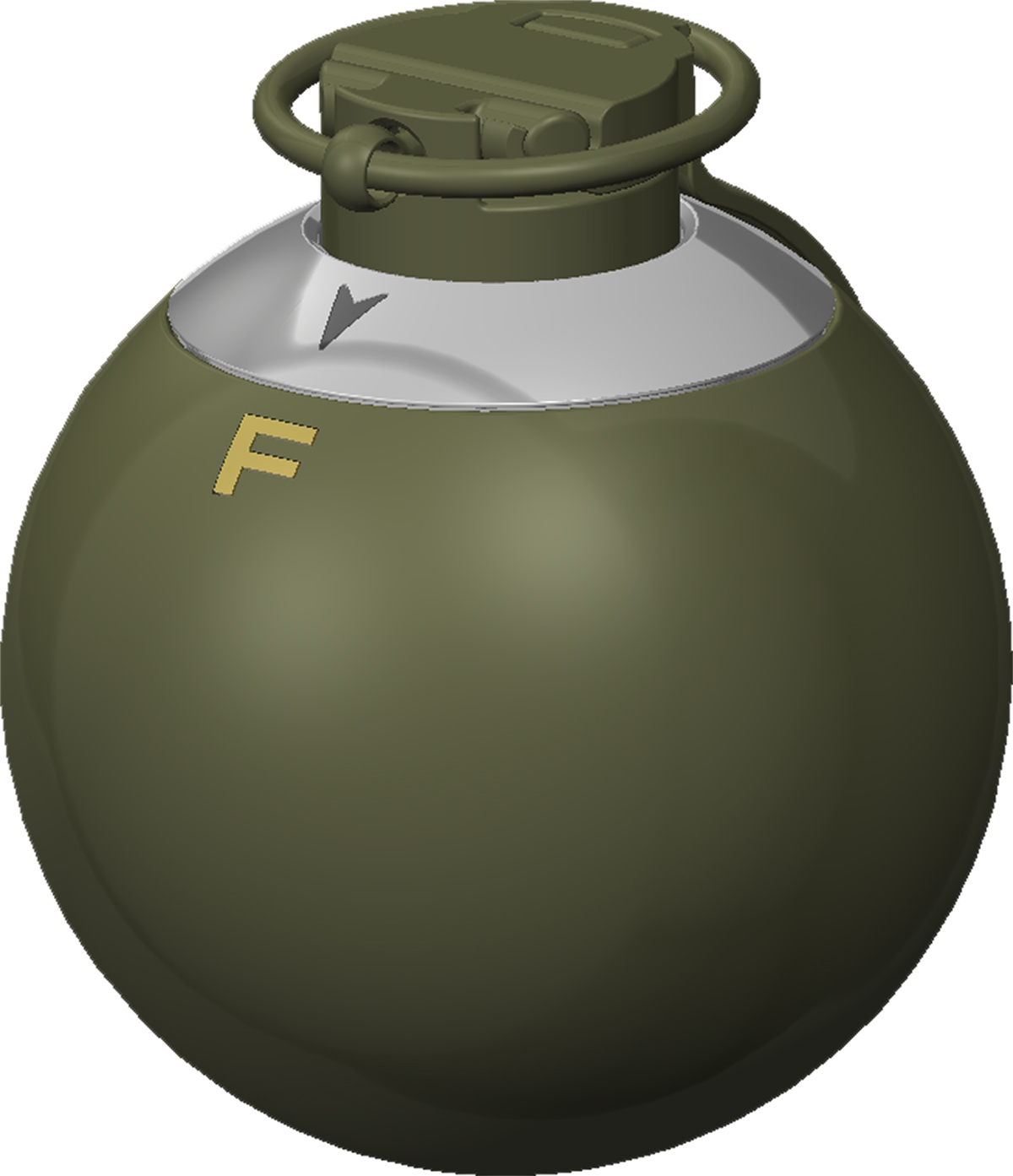
نمایی از طرح یک نارنجک دستی پیشرفته تاکتیکی چند منظوره (ET-MP). این جنگ‌افزار، یک نارنجک دستی ساخت آمریکا است که توسط مهندسان مرکز تسلیحات توسعه قابلیت‌های رزمی ارتش ایالات متحده (CCDC-AC) واقع در Picatinny Arsenal در نیوجرسی طراحی و طراحی شده‌است. این نارنجک ابتکاری در سال ۲۰۱۶ به طور رسمی معرفی شد. ویژگی متمایز ET-MP سیستم فیوز الکترونیکی آن است که به آن اجازه می‌دهد در حالت تکه‌تکه شدن یا انفجار عمل کند. به‌طور کلی، این سلاح دارای گزینه‌ای است که حقِ انتخاب نوع انفجار را در زمان استفاده از آن، به کاربر می‌دهد.

نارنجک ارتقاءیافته چندمنظوره (به انگلیسی: Enhanced Tactical Multi-Purpose) (ET-MP) گونه پیشرفته‌ای از نارنجک است که توسط  مهندسان پژوهشگاه طراحی و توسعه جنگ‌افزار ارتش ایالات متحده آمریکا (ARDEC) واقع در زرادخانه پیکاتینی ایالت نیوجرسی در سال ۲۰۱۶ معرفی شد. این نارنجک که فیوز آن الکترونیکی است، می‌تواند در دو حالت ترکشی یا موجی منفجر شود؛ بدین صورت که کاربر پیش از پرتاب می‌تواند تعیین کند که نارنجک به هنگام انفجار ترکش نیز رها کند یا تنها موج انفجار ایجاد کند. دیگر ویژگی این نارنجک، آن طور که مهندسان اظهار داشته‌اند، قابلیت پرتاب با دست چپ است.